# Liste der Biografien/Hed
Liste der Biografien |
Portal Biografien |
Personensuche
# |
A |
B |
C |
D |
E |
F |
G |
H |
I |
J |
K |
L |
M |
N |
O |
P |
Q |
R |
S |
T |
U |
V |
W |
X |
Y |
Z |
?
 
Ha |
Hd |
He |
Hi |
Hj |
Hk |
Hl |
Hm |
Hn |
Ho |
Hr |
Hs |
Ht |
Hu |
Hv |
Hw |
Hy
 
Hea |
Heb |
Hec |
Hed |
Hee |
Hef |
Heg |
Heh |
Hei |
Hej |
Hek |
Hel |
Hem |
Hen |
Heo |
Hep |
Heq |
Her |
Hes |
Het |
Heu |
Hev |
Hew |
Hex |
Hey |
Hez
Die Liste der Biografien führt alle Personen auf, die in der deutschsprachigen Wikipedia einen Artikel haben. Dieses ist eine Teilliste mit 294 Einträgen von Personen, deren Namen mit den Buchstaben „Hed“ beginnt.

## Hed
- Hed, Edgar (1904–1956), deutsch-israelischer Architekt
- Hed, Fredrik Andersson (1972–2021), schwedischer Golfer

### Heda
- Heda, Antoni (1916–2008), polnischer Widerstandskämpfer im Zweiten Weltkrieg
- Heda, Willem Claeszoon (* 1594), niederländischer Stilllebenmaler
- Hedan II., fränkischer Herzog
- Hedaya, Dan (* 1940), US-amerikanischer SchauspielerDan Hedaya (* 1940)

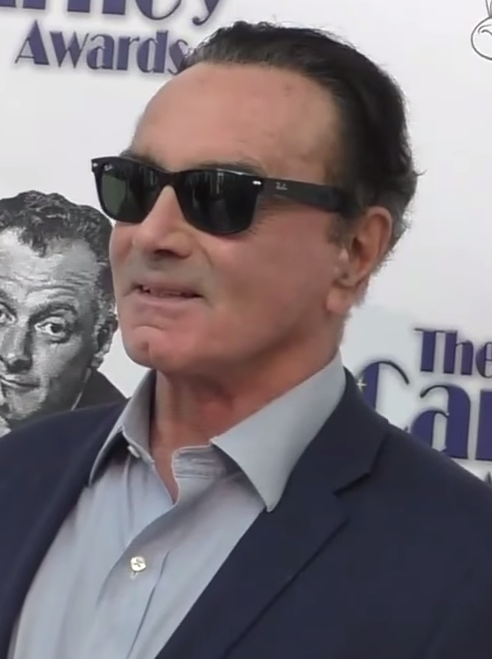
Dan Hedaya (* 1940)

- Hedaya, Yael (* 1964), hebräischsprachige Schriftstellerin
- Hedayat Mostafa Quli (1878–1939), persischer Diplomat
- Hedayat, Abdollah (1899–1968), iranischer General
- Hedayat, Bahareh (* 1981), iranische Aktivistin
- Hedāyat, Mehdi Qoli Chān (1864–1955), iranischer Politiker und Ministerpräsident Irans
- Hedāyat, Morteza Qoli Chān (1856–1911), iranischer Politiker, Parlamentspräsident (1906), Premierminister (1909)
- Hedayat, Sadegh (1903–1951), iranischer Schriftsteller
- Hedayati, Asha (* 1984), deutsche Juristin und Autorin
- Hedayati, Shadi (* 1985), deutsche Schauspielerin

### Hedb
- Hedberg, Anders (* 1951), schwedischer Eishockeyspieler
- Hedberg, Doris (* 1936), schwedische Turnerin
- Hedberg, Edwin (* 1994), schwedisch-kolumbianischer Eishockeyspieler
- Hedberg, Frans (1828–1908), schwedischer Dichter, Dramatiker und Librettist
- Hedberg, Gustaf (1859–1920), schwedischer Buchbinder
- Hedberg, Gustaf (1911–1957), schwedischer Filmschauspieler und Sänger
- Hedberg, Hans (1917–2007), schwedischer Keramik-Künstler
- Hedberg, Hollis Dow (1903–1988), US-amerikanischer Erdöl-Geologe und Stratigraph
- Hedberg, Ingemar (1920–2019), schwedischer Kanute
- Hedberg, Johan (* 1973), schwedischer Eishockeytorwart und -trainer
- Hedberg, Lars Inge (1935–2005), schwedischer Mathematiker
- Hedberg, Måns (* 1993), schwedischer Snowboarder
- Hedberg, Marguerite (1907–2002), US-amerikanische Mathematikerin und Hochschullehrerin
- Hedberg, Susanne (* 1972), schwedische Fußballspielerin
- Hedberg, Thomas (1886–1954), britischer Segler
- Hedberg, Torbjörn, schwedischer Skispringer
- Hedblom, Gustav Adolf (1898–1972), schwedischer Maler und Bildhauer
- Hedblom, Peter (* 1970), schwedischer Golfer
- Hedborg, Anna (* 1944), schwedische Politikerin

### Hedd
- Hedd Wyn (1887–1917), kymrischsprachiger Dichter
- Hedda von Wessex († 705), Bischof von Winchester, Heiliger
- Heddaeus, Oswald (1912–2006), deutscher Jurist, Richter am Bundesverwaltungsgericht
- Hedde, Friedrich (1818–1908), deutscher Jurist, Politiker und Verleger
- Hedde, Peter Jacob (1791–1868), Kirchspielvogt
- Hedden, Kurt (1927–2010), deutscher Wissenschaftler
- Hedden, Mike (* 1984), kanadischer Eishockeyspieler und -trainer
- Hedden, Rob (* 1954), US-amerikanischer Drehbuchautor, Filmregisseur und Filmproduzent
- Heddergott, Karl-Heinz (1926–2021), deutscher Fußball-Trainer und Autor
- Hedderich, Albert (* 1957), deutscher Ruderer
- Hedderich, Ingeborg (* 1959), deutsche Erziehungswissenschaftlerin und Sonderpädagogin sowie HochschullehrerinIngeborg Hedderich (* 1959)

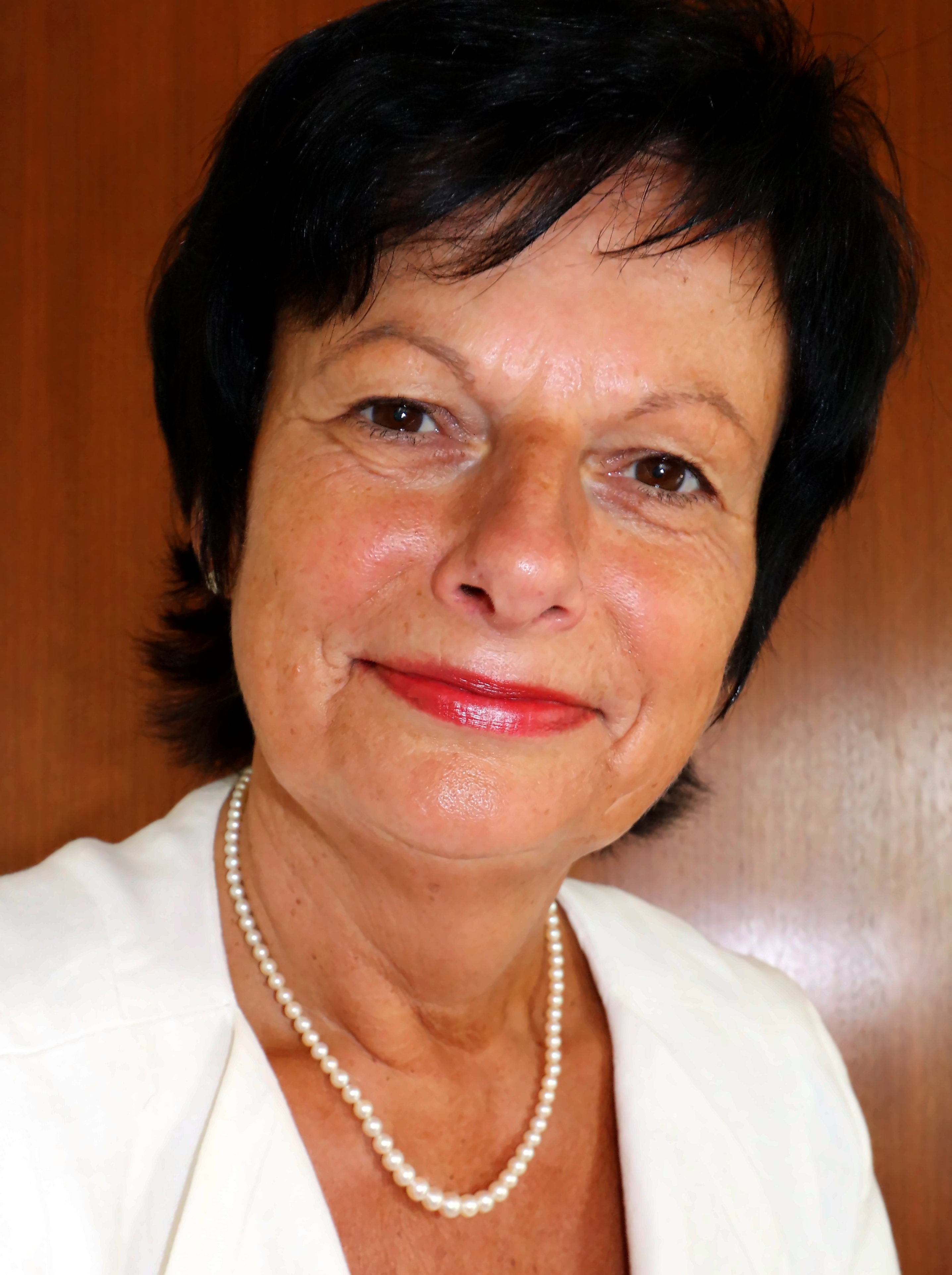
Ingeborg Hedderich (* 1959)

- Hedderich, Philipp Anton (1743–1808), Kanoniker und Jurist sowie Gelehrter an der Düsseldorfer Rechtsakademie
- Heddinghaus, Jürgen (* 1954), deutscher Fußballspieler
- Heddle, Charles (1812–1889), sierra-leonischer Unternehmer und Reeder
- Heddle, Kathleen (1965–2021), kanadische Ruderin
- Heddo († 776), Bischof von Straßburg
- Heddy, Kathy (* 1958), US-amerikanische Schwimmerin

### Hede
- Hede, Niklas (* 1969), deutsch-finnischer Eishockeyspieler
- Hedeager, Lotte (* 1948), dänische Prähistorikerin
- Hedeberg, Egon (1857–1911), deutscher Schriftsteller und Bühnenschriftsteller
- Hedebrant, Kåre (* 1995), schwedischer Schauspieler
- Hedegaard (* 1988), dänischer DJ
- Hedegaard, Connie (* 1960), dänische Journalistin und Politikerin (Konservative Volkspartei), Mitglied des Folketing
- Hedegaard, Harry (1894–1939), dänischer Schwimmer
- Hedegaard, Lars (* 1942), dänischer Historiker, Journalist und Autor
- Hedegaard, Tom (1942–1998), dänischer Filmregisseur und Drehbuchautor
- Hedegart, Einar (* 2001), norwegischer Biathlet und Skilangläufer
- Hedeler, Walter (1911–1994), deutscher Politiker (KPD/SED) und Redakteur
- Hedeler, Wladislaw (* 1953), deutscher Historiker, Übersetzer und Publizist
- Hédelin, François (1604–1676), französischer Schriftsteller Theoretiker des Theaters
- Hedelund, Hanne (* 1957), dänische Schauspielerin
- Hedemann, August Ludwig Georg von (1739–1813), deutscher Dragoneroffizier
- Hedemann, August von (1785–1859), preußischer General der Kavallerie, Kommandierender General des IV. Armee-Korps
- Hedemann, Bernhard Otto von (1763–1818), deutscher Offizier in dänischen Diensten, zuletzt Generalmajor
- Hedemann, Christoph Gottlieb († 1776), deutscher Architekt
- Hedemann, Erich (1567–1636), Geheimer Rat Christians IV. von Dänemark und des Grafen Anton Günther von Oldenburg
- Hedemann, Ernst von (1800–1864), hannoverscher Generalmajor und Hofmarschall
- Hedemann, Georg von (1729–1782), Landrat und Gutsbesitzer
- Hedemann, Hans (1792–1859), dänischer General
- Hedemann, Hans-Adolf (1920–1990), deutscher Geologe und Professor
- Hedemann, Hartwig Johann Christoph von (1756–1816), deutscher Generalmajor und Stadtkommandant von Hannover
- Hedemann, Heinrich Philipp (1800–1872), Jurist, Kommunalpolitiker und Berliner Bürgermeister
- Hedemann, Johan (1825–1901), dänischer General
- Hedemann, Justus W. (1878–1963), deutscher Jurist
- Hedemann, Marius (1836–1903), dänischer General
- Hedemann, Robert (* 1991), deutscher Jazzmusiker (Bassposaune, Tuba)
- Hedemann, Walter (1932–2019), deutscher Liedermacher, Kabarettist und Schriftsteller
- Hedemann-Heespen, Christian Friedrich von (1769–1847), Gutsbesitzer
- Hedemann-Heespen, Friedrich von (1827–1905), schleswig-holsteinischer Gutsbesitzer, Politiker und Verwaltungsjurist
- Hedemann-Heespen, Hartwig von (1882–1960), deutscher Gutsbesitzer, Verwaltungsbeamter, Naturschutzbeauftragter und Vogelexperte
- Hedemann-Heespen, Johann Friedrich von (1794–1873), schleswig-holsteinischer Gutsbesitzer
- Hedemann-Heespen, Paul von (1869–1937), deutscher Verwaltungsjurist, Gutsbesitzer und Landeshistoriker
- Hedén, Johanna (1837–1912), schwedische Hebamme, Apothekerin und Feldscherin
- Hedén, Lars (* 1934), schwedischer Fußballspieler und -trainer
- Hedenblad, Ivar Eggert (1851–1909), schwedischer Komponist, Dirigent und Musikpädagoge
- Hedenbratt, Sonya (1931–2001), schwedische Sängerin und Schauspielerin
- Hedengård, Jan (* 1963), schwedisch-deutscher Volleyballspieler
- Hedenstad, Vegar Eggen (* 1991), norwegischer Fußballspieler
- Hedenstjerna, Alfred von (1852–1906), schwedischer Schriftsteller
- Hedenström, Mathias von (1780–1845), schwedisch-russischer Entdecker
- Hedenus, August Wilhelm (1797–1862), Arzt und Schriftsteller
- Hedenvind-Eriksson, Gustav (1880–1967), schwedischer Schriftsteller
- Heder, Jon (* 1977), US-amerikanischer Schauspieler und FilmproduzentJon Heder (* 1977)

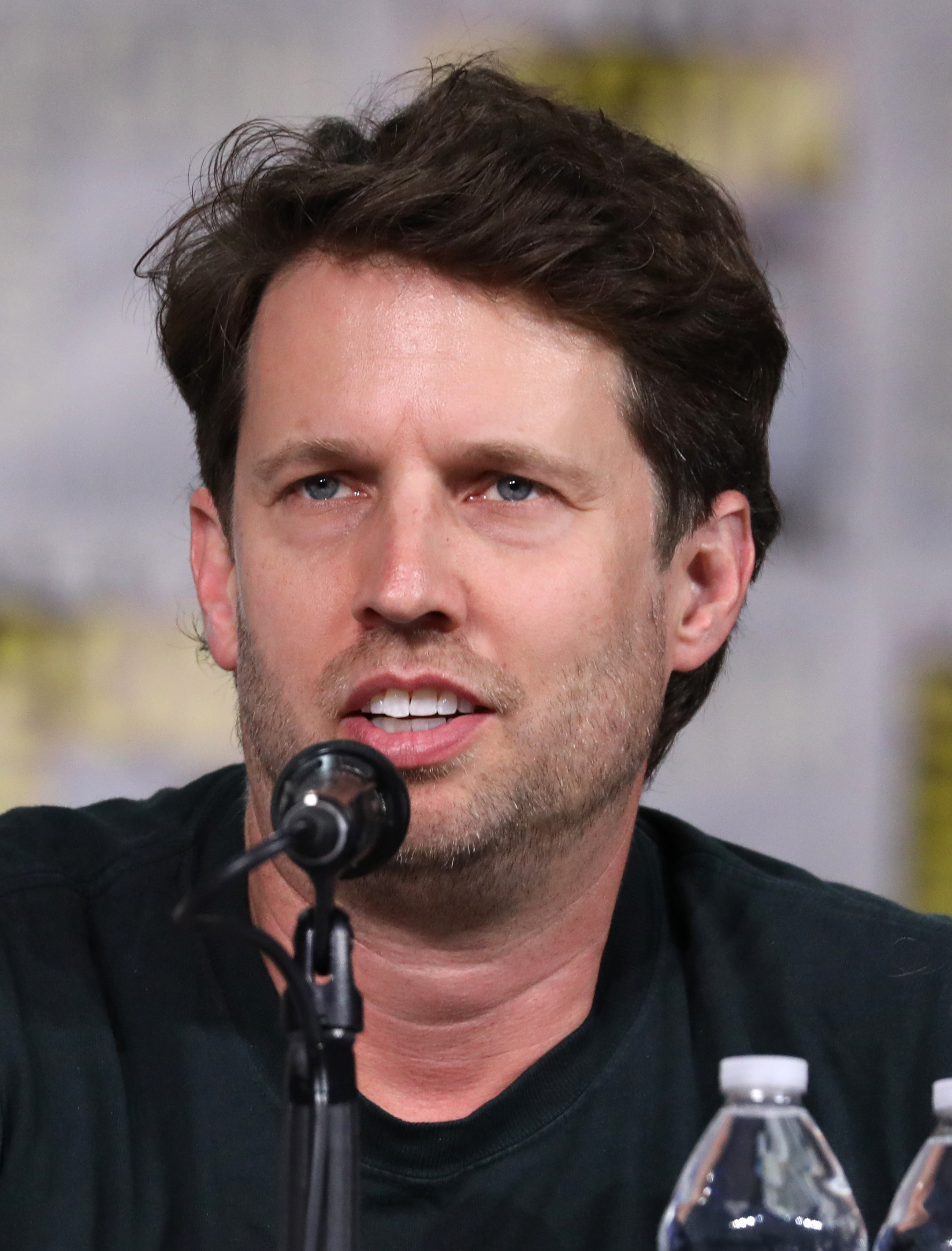
Jon Heder (* 1977)

- Heder, Siân (* 1977), US-amerikanische Drehbuchautorin und Filmemacherin
- Hederer, Josef (1927–2019), deutscher Erziehungswissenschaftler
- Hedergott, Winfrid (1919–2002), deutscher Politiker (FDP), MdL
- Hederich, Benjamin (1675–1748), deutscher Lexikonautor
- Hederich, Bernhard (1533–1605), Chronist, Pädagoge, Dichter und Grammatiker
- Hederich, Karl Heinz (1902–1976), deutscher Diplomingenieur, Parteifunktionär der NSDAP, Burschenschafter
- Hederman, Anthony J. (1921–2014), irischer Richter und Rechtsanwalt
- Hederman, Carmencita (1939–2025), irische Politikerin
- Hedermann, Hans (1897–1978), deutscher Politiker (SPD), MdL
- Hederos, Martin (* 1972), schwedischer Fusionmusiker (Keyboards)
- Hederström, Claes-Göran (1945–2022), schwedischer Sänger
- Hedetniemi, Stephen T. (* 1939), US-amerikanischer Informatiker und Mathematiker

### Hedg
- Hedgcock, James (* 2001), kanadischer Radsportler
- Hedgcock, William (1883–1947), US-amerikanischer Tontechniker und Spezialeffektekünstler
- Hedge, Callum (* 2003), neuseeländischer Rennfahrer
- Hedge, Thomas (1844–1920), US-amerikanischer Politiker
- Hedgecoe, John (1932–2010), britischer Fotograf, Professor und Autor
- Hedgepeth, Whitney (* 1971), US-amerikanische Schwimmerin
- Hedges, Andrew (1935–2005), britischer Automobilrennfahrer und Bobfahrer
- Hedges, Benjamin (1907–1969), US-amerikanischer Hochspringer
- Hedges, Chris (* 1956), US-amerikanischer Journalist und Autor
- Hedges, Chuck (1932–2010), US-amerikanischer Musiker (Klarinette) des Mainstream Jazz
- Hedges, Frederick (1903–1989), kanadischer Ruderer
- Hedges, John B (* 1974), US-amerikanischer Komponist und Dirigent
- Hedges, Lucas (* 1996), US-amerikanischer SchauspielerLucas Hedges (* 1996)

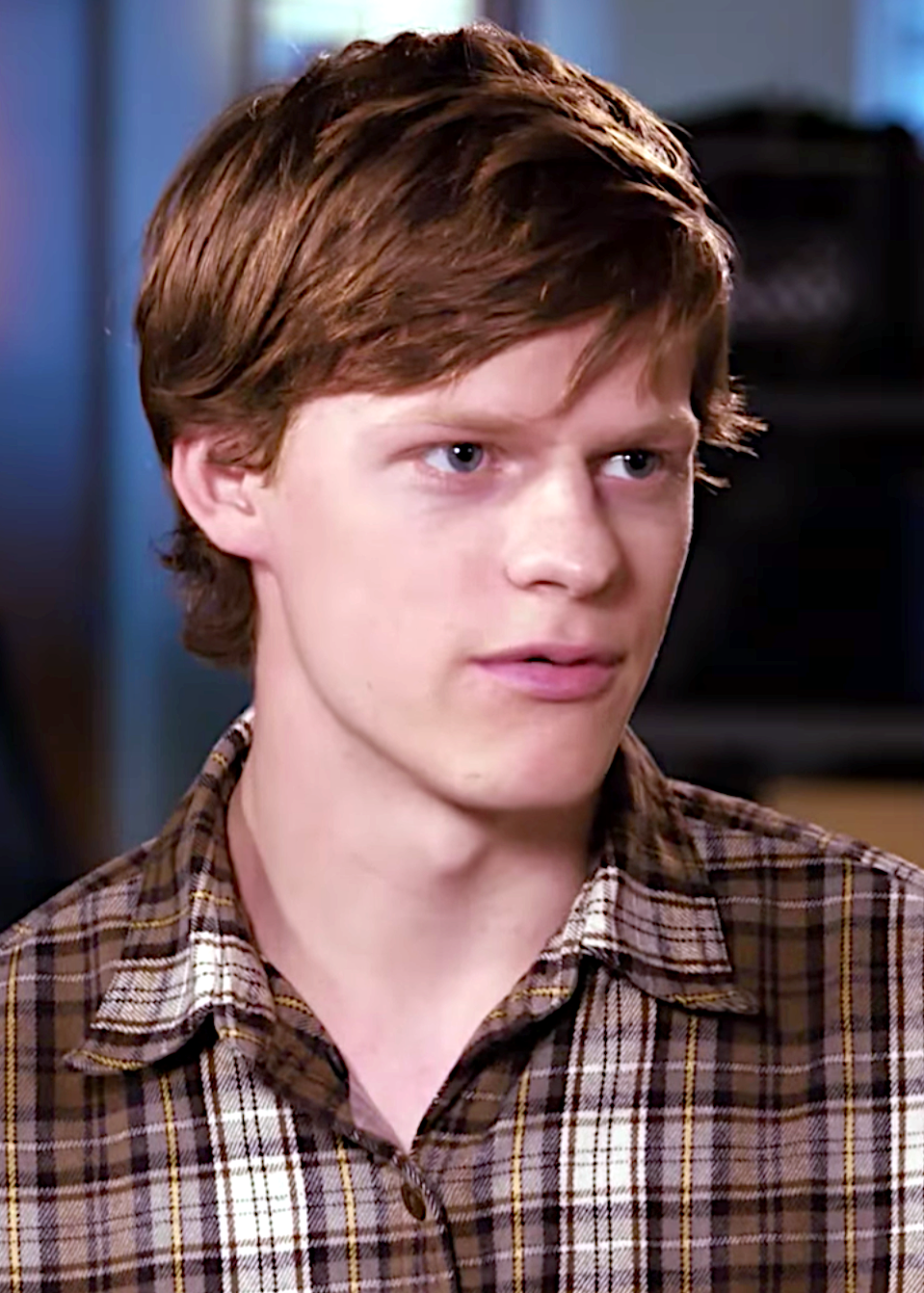
Lucas Hedges (* 1996)

- Hedges, Matt (* 1990), US-amerikanischer Fußballspieler
- Hedges, Michael, neuseeländischer Tontechniker
- Hedges, Michael (1953–1997), US-amerikanischer Musiker
- Hedges, Mike (* 1953), britischer Toningenieur und Musikproduzent
- Hedges, Peter (* 1962), US-amerikanischer Drehbuchautor und Schriftsteller
- Hedges, Robert E. M. (* 1944), britischer Archäologe
- Hedges, Ryan (* 1995), walisischer Fußballspieler
- Hedges, S. Blair (* 1957), US-amerikanischer Herpetologe und Evolutionsbiologe
- Hedgren, Harri (* 1959), finnischer Radrennfahrer

### Hedh
- Hedh, Anna (* 1967), schwedische Politikerin (Socialdemokraterna), MdEP

### Hedi
- Hedican, Bret (* 1970), US-amerikanischer Eishockeyspieler
- Hedick, Wilhelm (1838–1897), deutscher Lehrer und Pionier in der Tonaufzeichnung
- Hedicke, Edmund (* 1840), deutscher Altphilologe und Pädagoge
- Hedicke, Robert (1874–1957), deutscher Kunsthistoriker
- Hedicke, Ute (* 1952), deutsche Leichtathletin
- Hedigan, John (* 1948), irischer Richter
- Hediger, André (* 1966), Schweizer Gleitschirmpilot
- Hediger, Chantal (* 1974), Schweizer Malerin, Moderatorin und Schauspielerin
- Hediger, Daniel (* 1958), Schweizer Biathlet und Skilangläufer
- Hediger, Dennis (* 1986), Schweizer Fussballspieler
- Hediger, Heini (1908–1992), Schweizer Zoologe
- Hediger, Jovian (* 1990), Schweizer Skilangläufer
- Hediger, Kurt (1932–2022), Schweizer Kunstmaler
- Hediger, Marianne (1921–2017), Schweizer Schauspielerin
- Hediger, Markus (* 1959), Schweizer Schriftsteller und Übersetzer
- Hediger, Sophie (1998–2024), Schweizer Snowboarderin
- Hediger, Vinzenz (* 1969), Schweizer Filmwissenschaftler und Hochschullehrer
- Hedin, Douglas (* 1990), schwedischer Skirennläufer
- Hedin, Nana (* 1968), schwedische Sängerin
- Hedin, Pierre (* 1978), schwedischer Eishockeyspieler
- Hedin, Robert (* 1966), schwedischer Handballtrainer
- Hedin, Sven (1865–1952), schwedischer Geograph, Topograf, Entdeckungsreisender, Fotograf, Reiseschriftsteller und IllustratorSven Hedin (1865–1952)

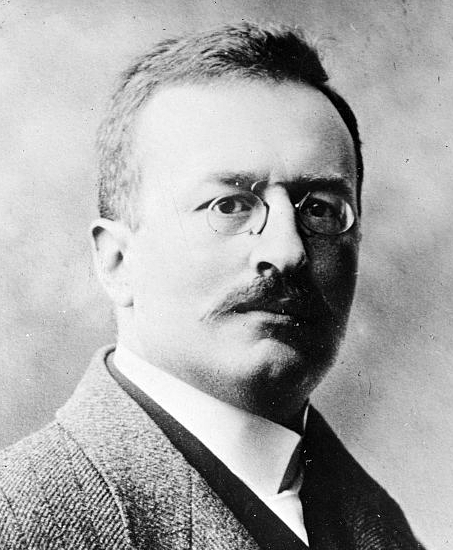
Sven Hedin (1865–1952)

- Hedin, Sven Gustaf (1859–1933), schwedischer Biochemiker und Physiologe
- Hedin, Tony (* 1969), schwedischer Handballspieler und -trainer
- Hedinger, August (1841–1910), deutscher Mediziner und Anthropologe
- Hedinger, Bärbel (* 1940), deutsche Kunsthistorikerin und Kuratorin, Direktorin des Altonaer Museums in Hamburg
- Hedinger, Christian (* 1967), Schweizer Fussballspieler
- Hedinger, Christoph (1917–1999), Schweizer Pathologe und Rechtsmediziner
- Hedinger, Elise (1854–1923), deutsche Malerin
- Hedinger, Ernst (1873–1924), Schweizer Pathologe
- Hedinger, Johann Reinhard (1664–1704), deutscher evangelischer Theologe
- Hedinger, Johannes M. (* 1971), Schweizer Künstler
- Hedinger, Sabine (* 1953), deutsche literarische Übersetzerin
- Hedinger, Urs K. (* 1936), Schweizer Erziehungswissenschaftler
- Hedinger, Ursula Bühler (1943–2009), Schweizer Flugpionierin
- Héðinn Gilsson (* 1969), isländischer Handballspieler
- Héðinn Steingrímsson (* 1975), isländischer Schachspieler
- Hedio, Andreas (1640–1703), deutscher Philosoph und Bibliothekar
- Hedio, Kaspar (1494–1552), Historiker, reformierter Theologe und Reformator
- Hedison, Alexandra (* 1969), US-amerikanische Schauspielerin, Regisseurin, Drehbuchautorin und FotografinAlexandra Hedison (* 1969)

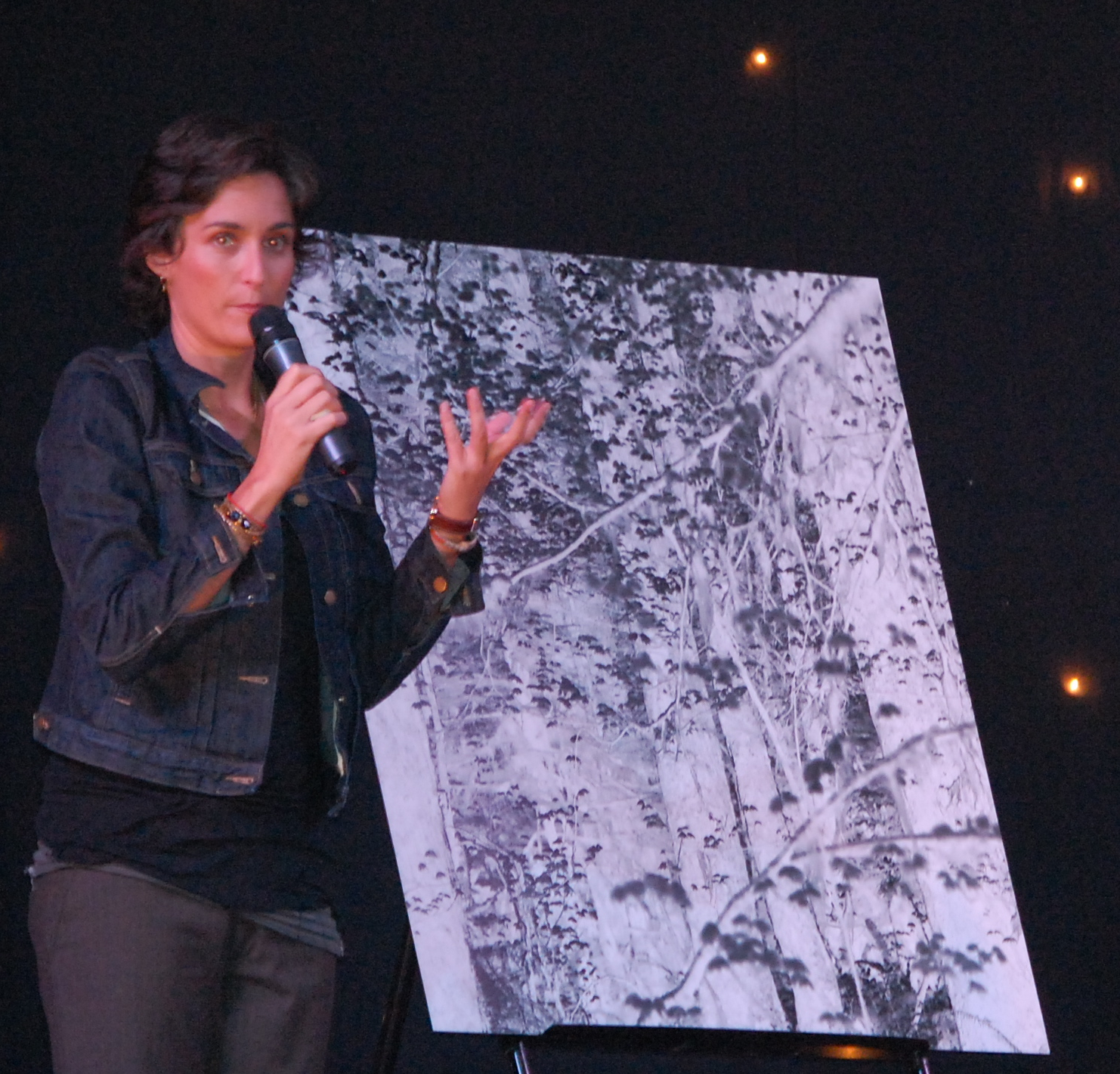
Alexandra Hedison (* 1969)

- Hedison, David (1927–2019), US-amerikanischer Schauspieler
- Hedius Lollianus Plautius Avitus, Quintus, römischer Konsul 209
- Hedius Lollianus Terentius Gentianus, römischer Konsul
- Hedius Rufus Lollianus Avitus, Lucius, römischer Suffektkonsul (114)
- Hedius Rufus Lollianus Avitus, Lucius, römischer Konsul 144
- Hedius Verus, Gaius, römischer Offizier (Kaiserzeit)

### Hedj
- Hedjasi, Valy (* 1986), afghanischer Popmusiker
- Hedjerson, Harald (1913–1966), schwedischer Skisportler
- Hedjetnebu, Prinzessin der altägyptischen 5. Dynastie
- Hedju-Hor, altägyptischer Herrscher der 0. Dynastie

### Hedl
- Hedl, Niklas (* 2001), österreichischer Fußballspieler
- Hedl, Raimund (* 1974), österreichischer Fußballtorwart
- Hedl, Tobias (* 2003), österreichischer Fußballspieler
- Hedler, Friedrich (1898–1987), deutscher Dramaturg und Schriftsteller
- Hedler, Wolfgang (1899–1986), deutscher Politiker (DP), MdB
- Hedlerin, Barbara, Angeklagte in einem Hexenprozess im Markgraftum Ansbach
- Hedley, Edwin (1864–1947), US-amerikanischer Ruderer
- Hedley, Jack (1930–2021), britischer Schauspieler
- Hedley, Justin (* 1996), britisch-deutscher Basketballspieler
- Hedley, William (1779–1843), englischer Grubendirektor
- Hedlinger, Johann Karl von (1691–1771), schweizerisch-schwedischer Medailleur und Direktor der königlichen Münze in Schweden
- Hedlund, Andreas (* 1973), schwedischer Metal-Musiker, Sänger und Multi-Instrumentalist
- Hedlund, Andrew (* 1978), US-amerikanischer Eishockeyspieler
- Hedlund, Garrett (* 1984), US-amerikanischer SchauspielerGarrett Hedlund (* 1984)

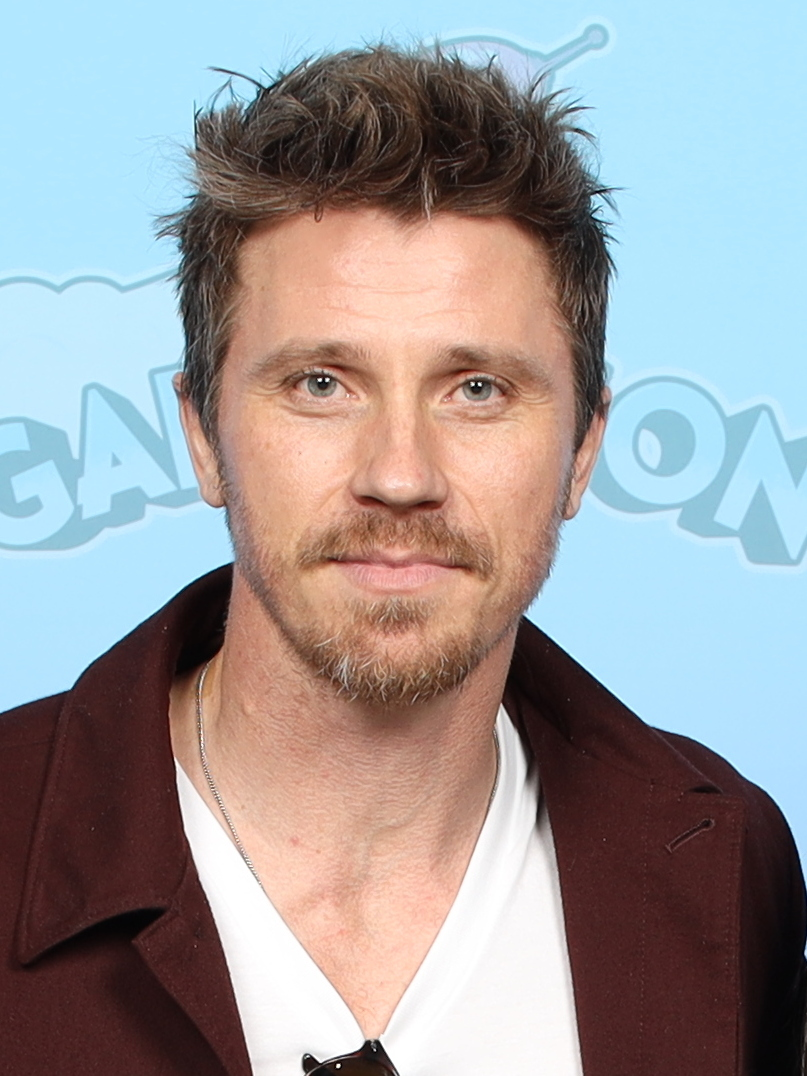
Garrett Hedlund (* 1984)

- Hedlund, Göthe (1918–2003), schwedischer Eisschnellläufer
- Hedlund, Gunnar (1900–1989), schwedischer Politiker (Centerpartiet), Mitglied des Riksdag
- Hedlund, Gustav (1904–1993), US-amerikanischer Mathematiker
- Hedlund, Heike (* 1942), schwedischer Eisschnellläufer
- Hedlund, Jody (* 1969), US-amerikanische Schriftstellerin
- Hedlund, Karen (* 1948), amerikanische Juristin und Unternehmensberaterin, Mitglied des Surface Transportation Board
- Hedlund, Lina (* 1978), schwedische Sängerin und ModeratorinLina Hedlund (* 1978)

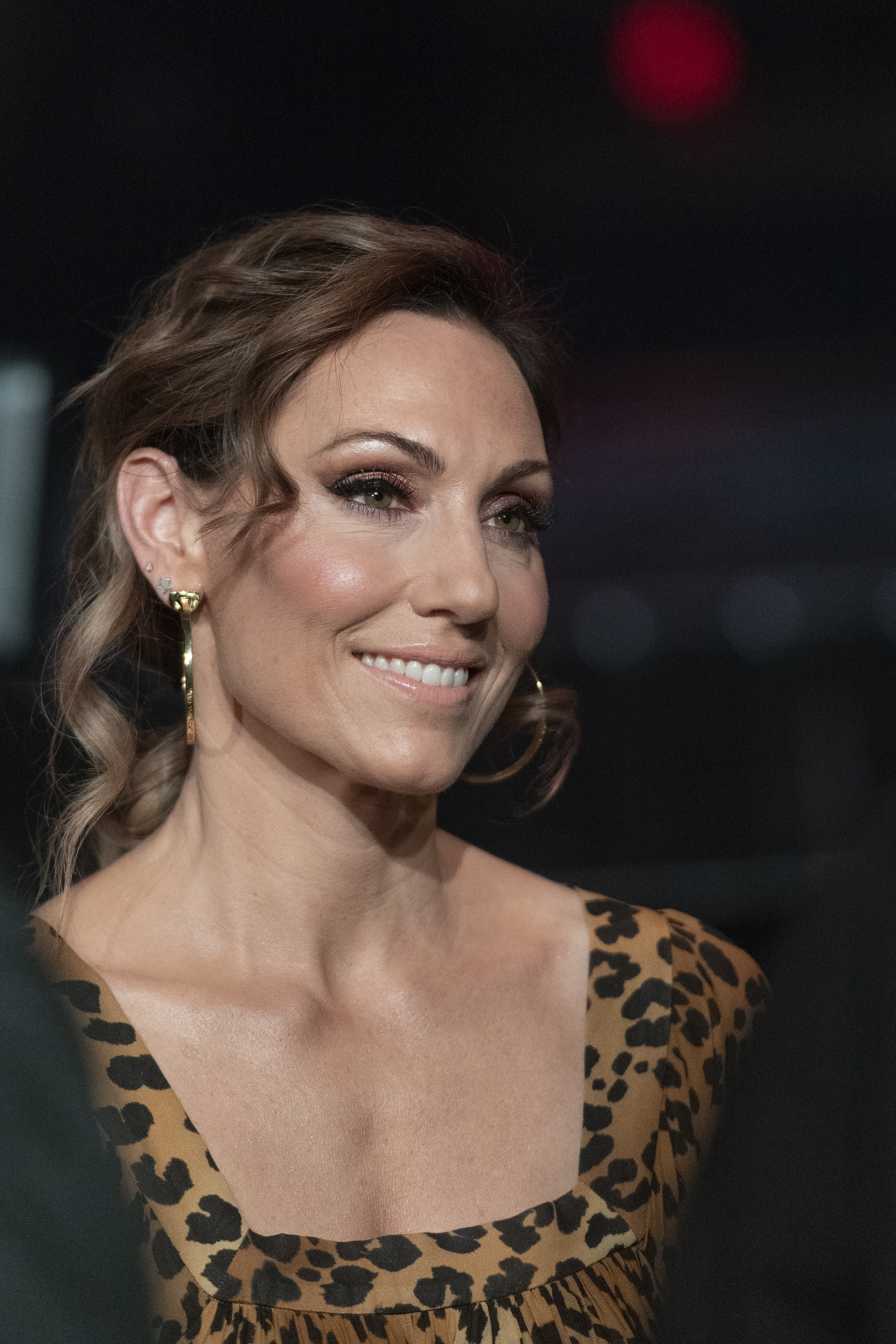
Lina Hedlund (* 1978)

- Hedlund, Mike (* 1977), US-amerikanischer Autorennfahrer
- Hedlund, Per-Erik (1897–1975), schwedischer Skilangläufer
- Hedlund, Simon (* 1993), schwedischer Fußballspieler
- Hedlund, Svenne (1945–2022), schwedischer Rock- und Popsänger
- Hedlund, Ylva (* 1949), schwedische Eisschnellläuferin

### Hedm
- Hedman, Al (* 1953), jamaikanischer Dartspieler
- Hedman, Deta (* 1959), englische Dartspielerin
- Hedman, Graham (* 1979), britischer Sprinter
- Hedman, Henrik (* 1968), schwedischer Unternehmer und Autorennfahrer
- Hedman, Magnus (* 1973), schwedischer Fußballspieler
- Hedman, Ture (1895–1950), schwedischer Turner
- Hedman, Victor (* 1990), schwedischer Eishockeyspieler
- Hedmark, Lennart (* 1944), schwedischer Zehnkämpfer und Speerwerfer
- Hedmondt, Emanuel Christian (1857–1940), US-amerikanischer Tenor und Gesangslehrer

### Hedo
- Hédoire, Francis (* 1955), französischer Fußballspieler
- Hédouin, Edmond (1820–1889), französischer Maler, Radierer, Lithograf und Illustrator
- Hédouville, Gabriel de (1755–1825), französischer General der Kavallerie und Politiker

### Hedq
- Hedquist, Chris (* 1980), US-amerikanischer Skeletonpilot
- Hedqvist, Ebba (1909–2001), schwedische Künstlerin und Bildhauerin
- Hedqvist, Joakim (* 1977), schwedischer Bandyspieler
- Hedqvist, Paul (1895–1977), schwedischer Architekt

### Hedr
- Hedren, Tippi (* 1930), US-amerikanische SchauspielerinTippi Hedren (* 1930)

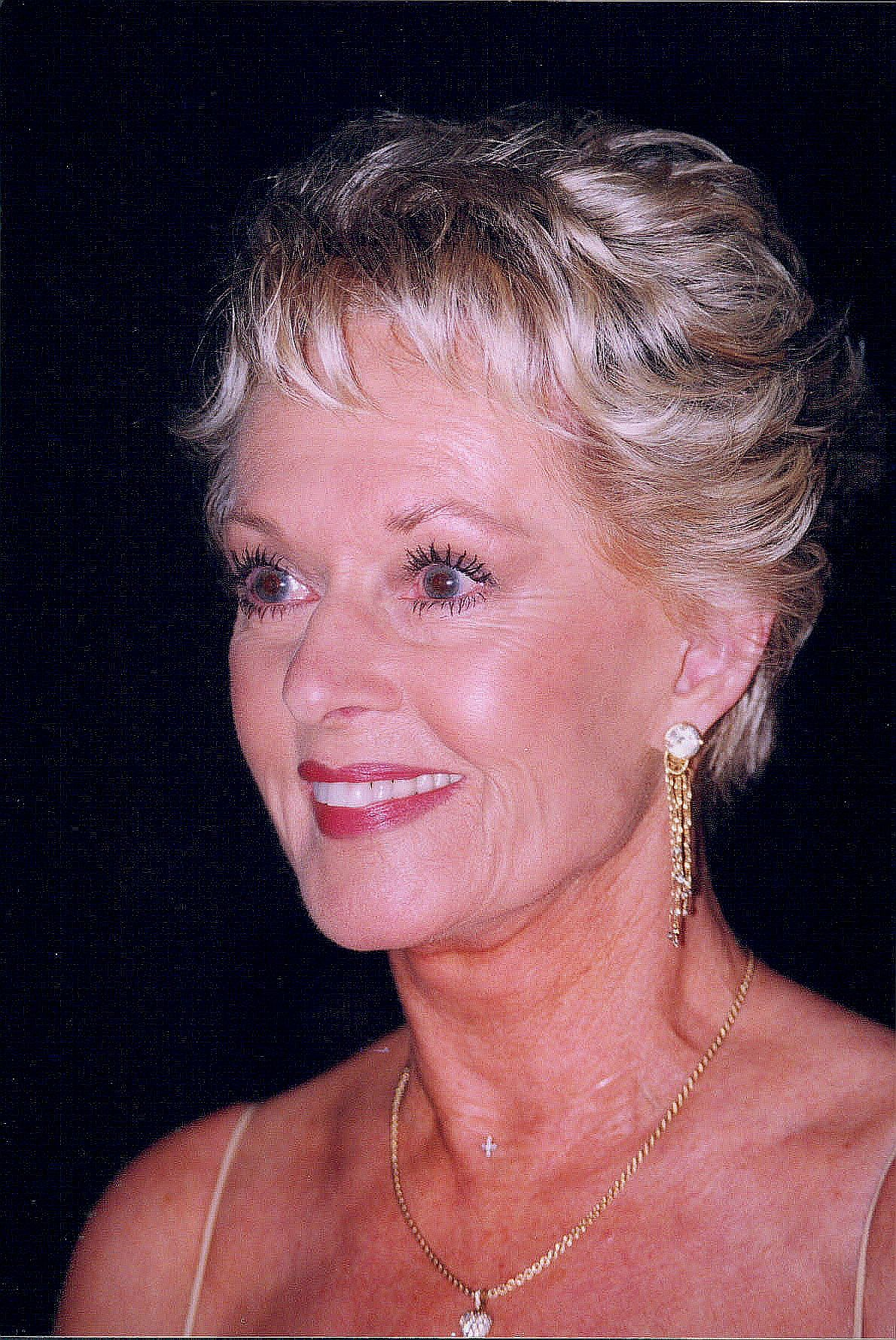
Tippi Hedren (* 1930)

- Hedri, Endre (1893–1962), ungarischer Chirurg und Hochschullehrer
- Hedrich, Franz (1823–1895), böhmischer Schriftsteller
- Hedrich, Friedrich (1914–1944), österreichischer Elektromonteur, Radiotechniker und Widerstandskämpfer gegen den Nationalsozialismus
- Hedrich, Hans R. (1866–1945), deutscher Jurist, Verwaltungsbeamter und Politiker (DDP), Minister
- Hedrich, Heinrich-Carl (1816–1900), deutscher Mühlen- und Maschinenbaumeister
- Hedrich, Klaus-Jürgen (1941–2022), deutscher Politiker (CDU), MdL, MdB
- Hedrich, Markus (* 1976), deutscher Historiker
- Hedrich, Peter (* 1993), deutscher Jazzmusiker (Posaune)
- Hedrich, Rainer (* 1957), deutscher Biologe und Biophysiker
- Hedrick, Chad (* 1977), US-amerikanischer Speedskater und Eisschnellläufer
- Hedrick, Charles (1815–1897), US-amerikanischer Politiker
- Hedrick, E. H. (1894–1954), US-amerikanischer Politiker
- Hedrick, Earl (1896–1985), US-amerikanischer Filmarchitekt
- Hedrick, Earle Raymond (1876–1943), US-amerikanischer Mathematiker
- Hedrick, Rex (* 1988), australischer Squashspieler

### Heds
- Hedström, Dennis (* 1987), schwedisch-isländischer Eishockeytorwart
- Hedström, Jonathan (* 1977), schwedischer Eishockeyspieler
- Hedström, Lotta (* 1955), schwedische Politikerin (Miljöpartiet de Gröna), Mitglied des Riksdag
- Hedstrom, Oscar (1871–1960), US-amerikanischer Erfinder, Motorradpionier und -rennfahrer sowie Unternehmer
- Hedström, Robin (* 1989), schwedisch-isländischer Eishockeyspieler
- Hedström, Tina (1942–1984), schwedische Schauspielerin

### Hedt
- Hedtjärn, Isak (* 1991), schwedischer Jazz- und Improvisationsmusiker (Saxophone, Klarinetten)
- Hedtkamp, Günter (1928–2018), deutscher Wirtschaftswissenschaftler
- Hedtke, Reinhold (* 1953), deutscher Sozialwissenschaftler, Soziologe und Autor
- Hedtmann, Heidi (* 1965), deutsche Schlagersängerin
- Hedtmann, Wilhelm (1841–1914), deutscher Unternehmer und Erfinder
- Hedtoft, Hans (1903–1955), dänischer Politiker, Mitglied des Folketing und Staatsminister

### Hedu
- Hedusch, Siegfried (1925–2003), deutscher Kunstpädagoge und volkskünstlerischer Maler

### Hedv
- Hedva, Johanna (* 1984), US-amerikanische Künstlerin, Autorin, Musikerin und Astrologin
- Hedvall, Åke (1910–1969), schwedischer Diskuswerfer
- Hedvall, Johan Arvid (1888–1974), schwedischer Chemiker
- Hedvall, Thyra (1911–2004), schwedische Badmintonspielerin

### Hedw
- Hedwall, Lars (1897–1969), schwedischer Hindernis- und Langstreckenläufer
- Hedwall, Tore (1945–2020), schwedischer Eishockeytrainer
- Hedwig (1368–1407), polnische Prinzessin
- Hedwig († 1439), polnische Prinzessin und ungarische Adlige
- Hedwig (1535–1616), ostfriesische Prinzessin
- Hedwig Elisabeth Amalia von der Pfalz (1673–1722), Prinzessin und Pfalzgräfin von Neuburg, durch Heirat Kronprinzessin von PolenHedwig Elisabeth Amalia von der Pfalz (1673–1722)

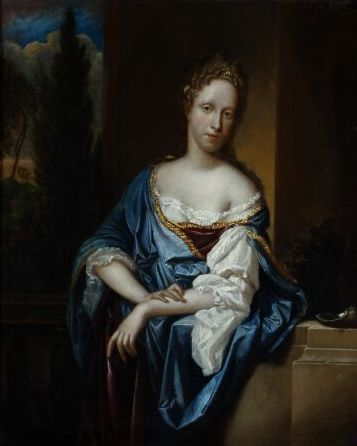
Hedwig Elisabeth Amalia von der Pfalz (1673–1722)

- Hedwig IV. von Gernrode, Äbtissin im Stift St. Cyriakus in Gernrode
- Hedwig Luise von Hessen-Homburg (1675–1760), Gräfin von Schlieben
- Hedwig Sophia von Schweden (1681–1708), schwedische Prinzessin und durch Heirat Herzogin von Schleswig-Holstein-Gottorf
- Hedwig Sophie von Brandenburg (1623–1683), deutsche Adlige
- Hedwig von Andechs (1174–1243), Herzogin von Schlesien
- Hedwig von Anjou († 1399), Tochter des Königs von Polen und Ungarn Ludwig I.Hedwig von Anjou († 1399)

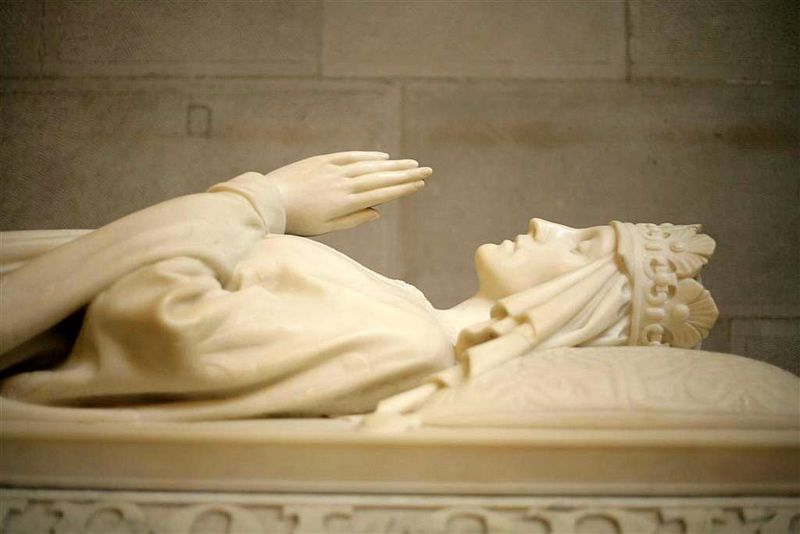
Hedwig von Anjou († 1399)

- Hedwig von Ballenstedt († 1203), Markgräfin von Meißen
- Hedwig von Brandenburg (1540–1602), Herzogin von Braunschweig-Lüneburg, Fürstin von Braunschweig-Wolfenbüttel und von Calenberg
- Hedwig von Braunschweig-Wolfenbüttel (1595–1650), Prinzessin von Braunschweig-Wolfenbüttel, durch Heirat Herzogin von Pommern
- Hedwig von Dänemark (1581–1641), Kurfürstin von Sachsen
- Hedwig von Gudensberg (1098–1148), Erbtochter von Giso IV
- Hedwig von Gutenstein, Zisterzienserin und Äbtissin
- Hedwig von Habsburg († 1303), Mitglied des Hauses Habsburg
- Hedwig von Hessen-Kassel (1569–1644), Fürstin von Schaumburg
- Hedwig von Hessen-Rotenburg (1748–1801), durch Heirat Herzogin von Bouillon
- Hedwig von Kalisch († 1339), Königin von Polen
- Hedwig von Münsterberg-Oels (1508–1531), Herzogin von Münsterberg und Oels, Gräfin von Glatz, durch Heirat Markgräfin von Brandenburg-Ansbach-Kulmbach
- Hedwig von Österreich-Toskana (1896–1970), Erzherzogin von ÖsterreichHedwig von Österreich-Toskana (1896–1970)

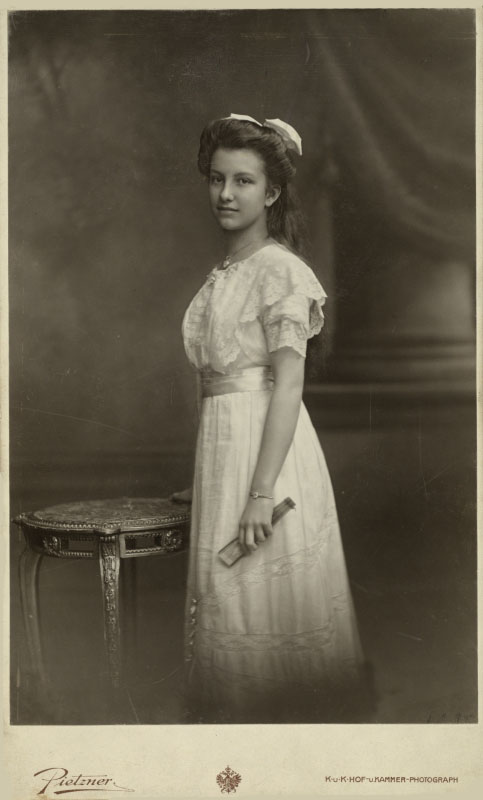
Hedwig von Österreich-Toskana (1896–1970)

- Hedwig von Pfalz-Sulzbach (1650–1681), Erzherzogin von Österreich; Herzogin von Sachsen-Lauenburg
- Hedwig von Sachsen (1445–1511), 26. Äbtissin des Reichsstiftes von Quedlinburg
- Hedwig von Sagan († 1390), Königin von Polen, Herzogin von Sagan und Liegnitz
- Hedwig von Schleswig-Holstein-Gottorf (1759–1818), Königin von Schweden und Norwegen
- Hedwig von Wolhusen, Äbtissin des Fraumünster Zürich
- Hedwig von Württemberg (1547–1590), Prinzessin von Württemberg, durch Heirat Landgräfin von Hessen-Marburg
- Hedwig, Andreas (* 1959), deutscher Archivar
- Hedwig, Johann (1730–1799), deutscher Botaniker und Arzt
- Hedwig, Margaretha (* 1604), Hexerei bezichtigtes Mädchen
- Hedwig, Michael (* 1957), österreichischer Maler, Zeichner und Druckgrafiker

### Hedy
- Hedy, neuzeitlicher Gemmenschneider
- Hedyle, griechische Dichterin
- Hedys, antiker griechischer Goldschmied